# Sainte-Juliette-sur-Viaur
Sainte-Juliette-sur-Viaur (okzitanisch: Senta Jaleda) ist eine französische Gemeinde mit 634 Einwohnern (Stand: 1. Januar 2022) im Département Aveyron in der Region Okzitanien. Sie gehört zum Arrondissement Villefranche-de-Rouergue und zum Kanton Monts du Réquistanais. Die Einwohner werden Juliettois und Juliettoises genannt.

## Geographie
Sainte-Juliette-sur-Viaur liegt rund 38 Kilometer nordöstlich von Albi und etwa 17 Kilometer südsüdwestlich von Rodez. Der Viaur begrenzt die Gemeinde im Süden, sein Zufluss Nauze im Westen. Nachbargemeinden sind Manhac im Nordwesten und Norden, Calmont im Norden, Comps-la-Grand-Ville im Osten, Salmiech im Südosten, Cassagnes-Bégonhès im Süden, Centrès im Südwesten sowie Camboulazet im Westen.

## Bevölkerungsentwicklung
| Jahr                       | 1962 | 1968 | 1975 | 1982 | 1990 | 1999 | 2006 | 2013 | 2019 |
| Einwohner                  | 532  | 468  | 455  | 456  | 409  | 441  | 487  | 567  | 613  |
| Quellen: Cassini und INSEE |      |      |      |      |      |      |      |      |      |

## Sehenswürdigkeiten

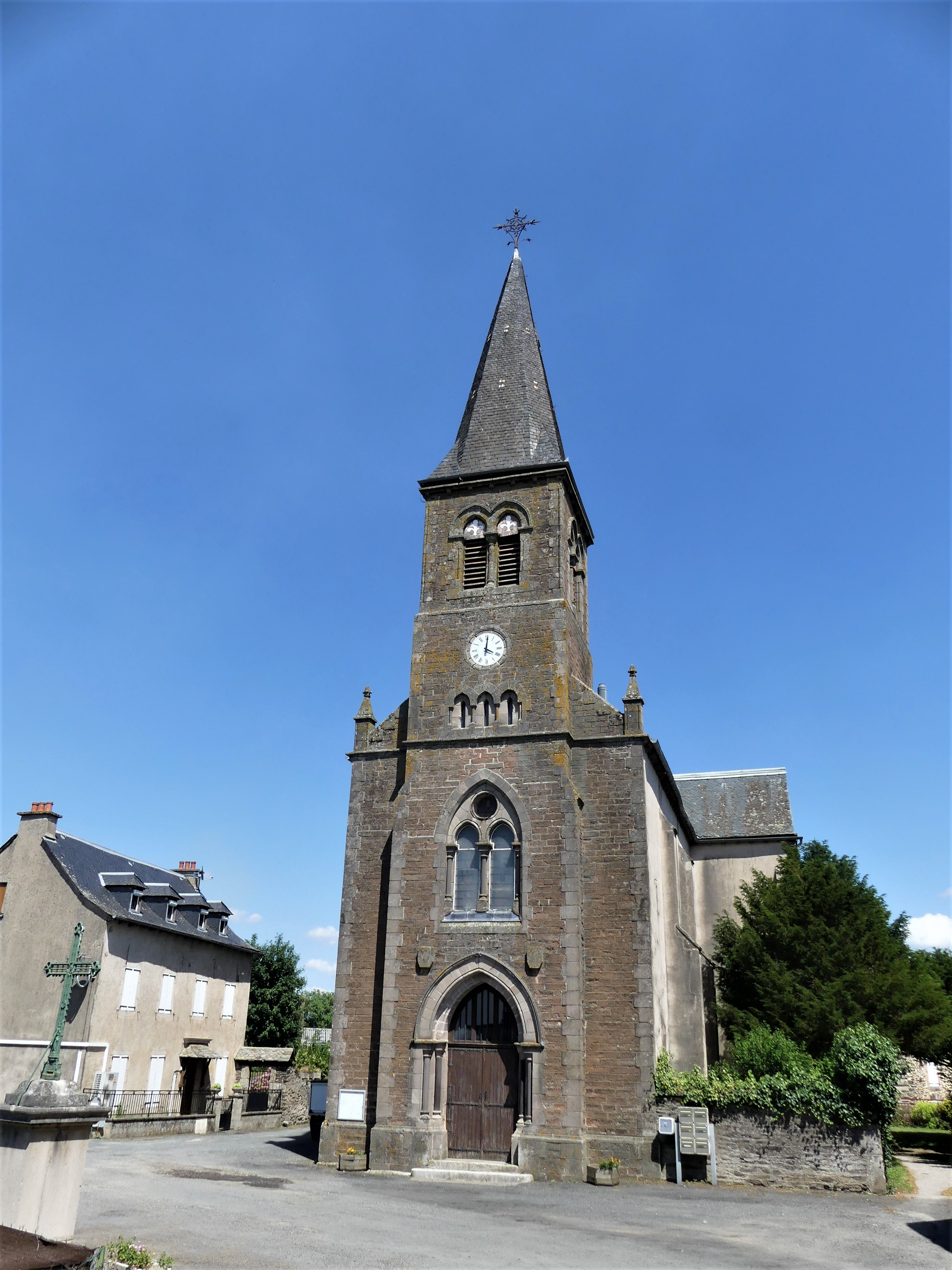
Kirche Sainte-Juliette
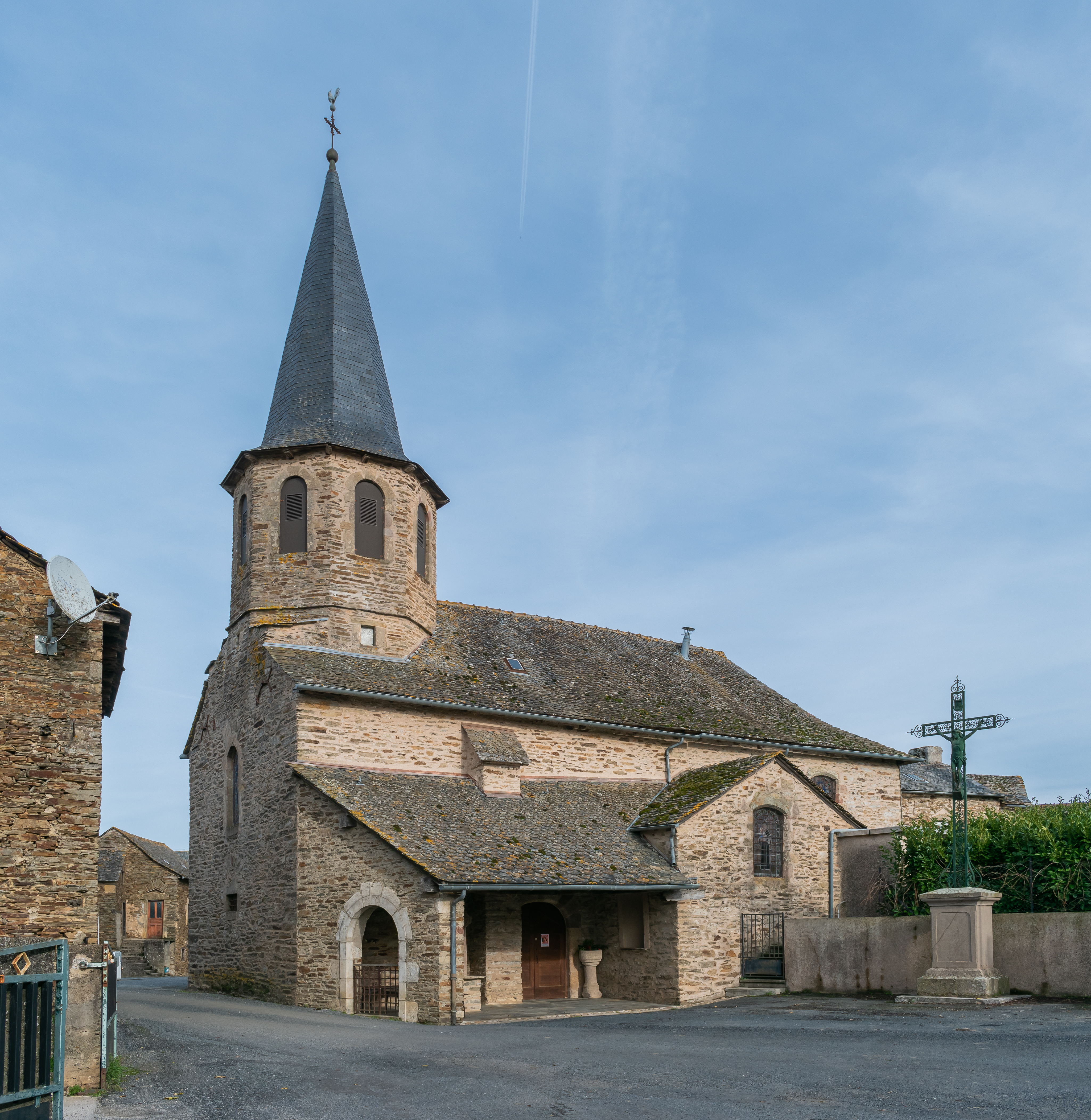
Kirche Saint-Pierre im Weiler Piboul
- Reste der Burg im Weiler Parlan

- Kirche Sainte-Juliette
- Kirche Saint-Pierre